# Desmophyllum
Genre
Desmophyllum est un genre de coraux durs de la famille des Caryophylliidae.

## Liste d'espèces
| Selon World Register of Marine Species (27 juin 2015) : - Desmophyllum dianthus (Esper, 1794) - Desmophyllum pertusum (Linnaeus, 1758) - Desmophyllum quinarium Tenison-Woods, 1879 - Desmophyllum striatum Cairns, 1979 | Selon ITIS (27 juin 2015) : - Desmophyllum cristagalli Milne-Edwards & Haime, 1848 - Desmophyllum dianthus (Esper, 1794) - Desmophyllum striatum Cairns, 1979 - Desmophyllum tenuescens Gardiner, 1899 |